# Malone (Flórida)
Malone é uma vila localizada no estado americano da Flórida, no condado de Jackson. Foi incorporada em 1911.

## Geografia
De acordo com o United States Census Bureau, a vila tem uma área de 8,1 km², onde todos os 8,1 km² estão cobertos por terra.

### Localidades na vizinhança
O diagrama seguinte representa as localidades num raio de 24 km ao redor de Malone.

## Demografia
Segundo o censo nacional de 2010, a sua população é de 2 088 habitantes e sua densidade populacional é de 257,6 hab/km². É a localidade mais densamente povoada do condado de Jackson. Possui 355 residências, que resulta em uma densidade de 43,8 residências/km².